# Tisvildeleje
Tisvildeleje è un villaggio che rappresenta la parte costiera di Tisvilde, area urbana situata nel comune di Gribskov, in Danimarca.
Il villaggio è situato sulla costa settentrionale dell'isola della Selandia, a circa 55 km a nord-ovest della capitale Copenaghen. A ovest confina con la zona protetta denominata Tisvilde Hegn, la quinta foresta più grande del paese.
Le sue spiagge, note per la sabbia fine e bianca, hanno reso il luogo come una località di villeggiatura popolare tra i danesi, grazie anche alla relativa vicinanza con la capitale e alla presenza di una stazione ferroviaria via Hillerød. Se prima Tisvildeleje era solo un villaggio di pescatori, nel corso del XX secolo si diffuse la costruzione di case vacanza.